# Admiral Scheer
De Admiral Scheer was een zware kruiser van de Deutschlandklasse, in dienst van de Kriegsmarine. Het schip werd vernoemd naar admiraal Reinhard Scheer, en werd eerst geclassificeerd als een pantserschip (Panzerschiff). In februari 1940 werd het gereclassificeerd met de andere schepen van de Deutschlandklasse als zware kruiser. Deze klasse werd door de Britten aangeduid met de term pocket battleship (vestzakslagschip). De Admiral Scheer deed dienst voor Duitsland tijdens de Spaanse Burgeroorlog en de Tweede Wereldoorlog.

## Geschiedenis

### Spaanse Burgeroorlog
De eerste missie van de Admiral Scheer was in juli 1936, toen het naar Spanje gezonden werd om Duitse burgers te evacueren na het begin van de Spaanse Burgeroorlog. Het bespioneerde ook Sovjet-schepen die de Republikeinen bevoorraadden, en beschermde Duitse schepen die wapens leverden aan de Nationalistische troepen. Op 31 mei 1937 bombardeerde de Admiral Scheer Republikeinse installaties in Almería, als vergelding op een luchtaanval op het zusterschip Deutschland twee dagen daarvoor. Tegen het einde van juni 1938 had het schip acht missies volbracht.

### Tweede Wereldoorlog
De eerste gevechtsactie van de Admiral Scheer was op 4 september 1939, wanneer Royal Air Force-Bristol Blenheims haar aanvielen in Wilhelmshaven. Drie bommen troffen doel, maar richtten geen grote schade aan, en de Flak haalde vier aanvallers neer. Het schip onderging een revisie terwijl de zusterschepen uitvoeren. De Admiral Scheer werd gemodificeerd gedurende de eerste maanden van 1940, de commandotoren werd vervangen, en het werd gereclassificeerd als een zware kruiser.
De Admiral Scheer voer uit op 14 oktober 1940, met als doel het konvooi HX-84, geïdentificeerd door de onderschepping van radioberichten door de B-Dienst. Het watervliegtuig lokaliseerde het konvooi op 5 november 1940. In de overtuiging dat het konvooi niet geëscorteerd werd, ging de Scheer op het doel af. Toen het konvooi zichtbaar werd, voer de enige verdediging voor het konvooi, de HMS Jervis Bay (een gewapend handelsschip) uit tegen de Scheer. De Jervis Bay had geen kans tegen de Scheer, maar die moest met het schip afrekenen alvorens het konvooi aan te vallen. Deze actie had mede tot gevolg dat de Britse admiraliteit grote konvooien escorteerde met slagschepen.
De Royal Navy zond verscheidene schepen uit tegen de Admiral Scheer, maar die kon ontkomen, naar het rendez-vous met de Nordmark, de olietanker die haar opnieuw bevoorraadde. De volgende maanden bracht de Scheer verscheidene schepen tot zinken, herbevoorraadde en bracht gevangenen over naar de Nordmark, of andere veroverde schepen. Kerstmis 1940 werd doorgebracht op de Atlantische Oceaan, alvorens een plundertocht uit te voeren in de Indische Oceaan in februari 1941, waar het gesignaleerd werd door een noodoproep van een aangevallen schip. De Admiral Scheer kon tijdig ontkomen naar de Atlantische Oceaan. Het keerde terug naar Kiel op 1 april 1941, na door de Straat Denemarken te zijn gevaren. De Admiral Scheer had 46.000 zeemijlen gevaren en 16 handelsschepen tot zinken gebracht.
De Admiral Scheer voer pas weer uit op 2 juli 1942, in een (mislukte) poging om konvooi PQ-17 te onderscheppen. Op 25 augustus 1942 voer de Scheer in het kader van Operatie Wunderland uit naar de Noordelijke IJszee, om er op konvooien te jagen en een Duitse aanwezigheid in de Arctische regio van de Sovjet-Unie te doen voelen. Het bombardeerde een weerstation bij Kaap Zjelania aan de noordpunt van Nova Zembla en bracht daar de ijsbreker Aleksandr Sibirjakov tot zinken en bombardeerde een ander weerstation aan de monding van de Jenisej, waarbij nog twee aangemeerde schepen beschadigd werden. Het schip keerde naar Wilhelmshaven terug, zonder een geallieerd konvooi te hebben gevonden.
Adolf Hitler was teleurgesteld over de prestaties van de oppervlakteschepen van de Kriegsmarine, die inderdaad matig waren vergeleken met die van de U-boten. In januari 1943 werd admiraal Erich Raeder door admiraal Karl Dönitz vervangen, waarna de oppervlaktevloot nog zelden de havens verliet. In de herfst van 1944 zorgde de Admiral Scheer voor artillerieondersteuning voor Duitse legereenheden bij de Oostzee tot maart 1945, waarna het schip naar Kiel terugvoer. Daar werd het schip tijdens de nacht van 9 op 10 april gebombardeerd tijdens een aanval van de Royal Air Force op de haveninstallaties. Het schip kapseisde op de ankerplaats. De meeste bemanningsleden waren aan wal, maar 32 kwamen om. De restanten van het wrak liggen begraven op (54.3213846, 10.1628920).

## Bevelhebbers
- 12 november 1934 - 22 september 1936 - Kpt. z. S. Wilhelm Marschall
- 22 september 1936 - 31 oktober 1938 - Kpt. z. S. Otto Ciliax
- 31 oktober 1938 - 31 oktober 1939 - Kpt. z. S. Hans-Heinrich Wurmbach
- 31 oktober 1939 - 12 juni 1941 - Kpt. z. S. / KADM Theodor Krancke (gepromoveerd tot KADM op 1 april 1941.)
- 12 juni 1941 - 28 november 1942 - Kpt. z. S. Wilhelm Meendsen-Bohlken
- 28 november 1942 - 1 februari 1943 - Fregkpt. Ernst Gruber
- 1 februari 1943 - 4 april 1944 Kpt. z. S. / KADM Richard Rothe-Roth (gepromoveerd tot KADM op 1 april 1944.)
- 4 april 1944 - 9 april 1945 - Kpt. z. S. Ernst-Ludwig Thinemann